# Jan Drda
Jan Drda (n. 4 aprilie 1915 - d. 28 noiembrie 1970) a fost un prozator și dramaturg ceh.
Romanele sale se caracterizează printr-o observare realistă a vieții, într-un stil colorat, satiric, cu rezonanțe folclorice.

## Opera
- 1940: Orășelul de pe coline ("Městečko na dlani");
- 1943: Pribegiile lui Petr Șapte Minciuni ("Putování Petra Sedmilháře");
- 1946: Baricada mută ("Němá barikáda"), evocare dramatică a rezistenței antifasciste a popoarelor Cehoslovaciei;
- 1952: Frumoasa Tortiza ("Krásná Tortiza");
- 1946: Jocurile cu diavolul ("Hrátky s čertem").

## Ecranizări
- Dracul păcălit (1957)
- Prințesa Jasnenka și cizmarul zburător (1987)